# Corinne Javelaud
Corinne Javelaud (née le 5 septembre 1964  à Paris) est une écrivaine française.

## Biographie
Elle a fait des études de lettres et d’histoire de l’art avant de se consacrer à l'écriture. Elle fait partie du jury du Prix des romancières. 

## Publications
- Venise aux deux visages, Dorval, 2008 (ISBN 9782351070383) - "Les amants maudits de Venise" (City poche 2018)
- L'Appel des Rizières, Dorval, 2009 (ISBN 9782358570053)
- La Dame de Courbépine, Dorval, 2010 (ISBN 9782351070512)
- La perle de Naples, Dorval, 2011 (ISBN 9782351071007)
- Alix de Rochechouart, Dorval, 2012 (ISBN 9782351071175) - (Éditions Mon Limousin 2024)
- La demoiselle du Mas du Roule, City éditions, 2014 (ISBN 9782824604466)[2] - France Loisirs 2015 - City poche 2016
- La dame de la villa Saphir, City, 2015 (ISBN 9782824606040) -de Borée Terre de poche 2023
- L'oubliée de la ferme des brumes, City, 2016 (ISBN 9782824643892)[3]- France Loisirs 2017 - de Borée Terre de poche 2019 - 2024
- L'insoumise de Carennac, City éditions, 2017 (ISBN 9782824609669)[4]
- Un été d'orage, City, 2018 (ISBN 9782824611778) - de Borée Terres de poche 2021 - de Borée 2025
- Les amants maudits de Venise, City, 2018 (ISBN 9782824611396)
- Les sœurs de Biscarrosse, City, 2019 (ISBN 9782824613925) - City poche 2022
- L'ombre de Rose-May, Calmann-Lévy, coll. « Territoires », 2020 (ISBN 9782702166840) -France Loisirs 2021- de Borée Terre de poche 2024
- Les petits papiers de Marie-Lou, Calmann-Lévy, coll. « Territoires », 2021 (ISBN 9782702180327)[5]
- L'odyssée de Clarence, Calmann-Lévy, coll. « Territoires », 2022 (ISBN 9782702183557) - France Loisirs 2023
- Les Fantômes de Marianne, Calmann-Lévy, coll. « Territoires », 2023 (ISBN 9782702185230)[6]
- Les carnets de Laurel, Calmann-Lévy, coll "Territoires", 2024
- Rosetta et Anaé, Calmann-Levy, coll Territoires, 2025

## Récompenses et distinctions
- Prix de l’Académie des Belles Lettres et Beaux-Arts en 2009
- Prix Saint-Estèphe 2022
- Prix Périgord/Limousin 2025